# Jean Jacques Faber
Pour les articles homonymes, voir Faber.
Jean Jacques Faber, né le 16 août 1751 à Hosingen et décédé le 7 novembre 1825 à Wiltz est un juge et un homme politique luxembourgeois.
Jean Jacques est bourgmestre de la ville de Luxembourg du 1er septembre 1795 (13 messidor an III) au 14 septembre 1795 (28 fructidor an III).